# Lubuk Pandan (2 X 11 Enam Lingkung)
Lubuk Pandan is een bestuurslaag in het regentschap Padang Pariaman van de provincie West-Sumatra, Indonesië. Lubuk Pandan telt 5125 inwoners (volkstelling 2010).